# Lonicera ruprechtiana
Lonicera ruprechtiana es una especie arbustiva  del género Lonicera originaria de Asia oriental.

## Descripción
Son arbustos, de hojas caducas, que alcanza un tamaño de 3 m de altura. Yemas de invierno con varios pares de ovadas y escalas agudas; escalas interior menudo acrescente. Ramas con médula convertirse en marrón y luego huecas. Las hojas con limbo ovado-oblongas a oblongo-lanceoladas, de 2-8 x 0,7-2,5 cm, base redondeada a cuneada, a veces margen dentado, ápice agudo a acuminado. Flores pareadas en inflorescencias axilares; con pedúnculo de 10-16 mm, pubescentes escasamente a tomentoso; brácteas lineales, 1-8 mm, pubescentes y ciliadas. Corola, de color blanco, después amarillo, de 12-16 mm. Los frutos en forma de bayas de color amarillo, naranja-rojo, o rojo, globosas, de 5-7 mm de diámetro; semillas de color marrón, elipsoides, de 3 mm, con puntos cóncavos diminutos. Fl. mayo-junio, fr. julio-agosto. Tiene un número de cromosomas de 2 n = 18.

## Distribución y hábitat
Se encuentra en los bosques de hoja ancha, en los márgenes-forestales; a una altitud de 300-1100 metros en Heilongjiang, Jilin, Liaoning, Corea del Norte, Rusia.

## Taxonomía
Lonicera ruprechtiana fue descrito por Eduard August von Regel y publicado en Index Seminum (St. Petersburg) Suppl.: 19. 1869.
Etimología
Lonicer: nombre genérico otorgado en honor de Adam Lonitzer (1528-1586), un médico  y botánico alemán, notable por su revisada versión de 1557 del herbario del famoso Eucharius Rösslin (1470 – 1526)
ruprechtiana: epíteto otorgado en honor del botánico  Franz Josef Ruprecht.
Sinonimia
- Caprifolium ruprechtianum Kuntze
- Lonicera brevisepala P.S. Hsu & H.J. Wang
- Lonicera chrysantha var. subtomentosa (Rupr.) Maxim.
- Lonicera ghiesbreghtiana Rehder
- Xylosteon chrysanthum var. subtomentosum Rupr.
- Xylosteon gibbiflorum var. subtomentosum Rupr.[4]